# Sea Life Center
SEA LIFE Porto é um aquário de acesso público, construído e explorado pelo grupo Merlin Entertainments. Abriu ao público a 15 de junho de 2009.
É o 30.º aquário da cadeia Merlin Entertainments e está localizado no Parque da Cidade do Porto, junto à Praça de Gonçalves Zarco e ocupa uma área de cerca de 2400 metros quadrados, albergando cerca de 3000 criaturas marinhas, pertencentes a mais de cem espécies diferentes, em  31 aquários.
Em exibição estão tubarões (de pontas negras, zebra e cação), raias, cavalos-marinhos, polvo e exemplares de peixes tropicais (peixe-palhaço, peixe-balão e peixe-leão), além de espécies indígenas do rio Douro como os barbos, as trutas, as carpas e os vairões.
O maior dos aquários - o "Reino do Neptuno" - tem um túnel subaquático (único no país) que os visitantes podem atravessar.
Em 2019 o espaço anunciou uma nova zona, chamada de Porto dos Pinguins, alargando o total da área de exposição para 5.000m2, com um parque exterior com um barco de piratas, escorregas, zona de picnic, zona de palco e cafetaria de apoio.

## Primeiro ano
Durante o primeiro ano de funcionamento o SEA LIFE Porto teve 400 mil visitas.
O SEA LIFE Porto expandiu a sua área  com a criação  de um espaço ao ar livre em abril de 2017.

## Décimo aniversário
O SEA LIFE Porto celebrou o 10.º aniversário em 2019. Para comemorar, o aquário inaugurou o Porto dos Pinguins, um espaço localizado no parque exterior, que recebeu 7 pinguins-de-humboldt todos eles provenientes do programa de reprodução em cativeiro da rede SEA LIFE. O investimento total na expansão rondou um milhão de euros.